# Макмастерский университет
Макмастерский университет, или Университет Макмастерa (англ. McMaster University), в студенческой среде известный как «Макмастер» или «Мак» — канадский государственный научно-исследовательский университет, основная территория которого расположена на западе города Гамильтон, провинция Онтарио, по соседству с жилым районом Уэстдейл и Королевским ботаническим садом.
Цвета университета:           бордовый и серый.

## Признание
Университет известен своими исследовательскими достижениями в области медицины, инженерии, естественных и гуманитарных наук.
Согласно Times Higher Education, ежегодно публикующему мировой рейтинг университетов, Университет Макмастерa входит в сотню ведущих университетов мира и занимает четвёртое место в стране. Согласно рейтингу Maclean’s, инженерный и медицинский факультеты университета входят в число лучших инженерных и медицинских школ Канады соответственно. Университет Макмастерa известен как член U15, ассоциации пятнадцати канадских государственных научно-исследовательских университетов.
Признание в Российской Федерации
Степени, присвоенные в Университете Макмастерa, признаются в Российской Федерации без прохождения дополнительной процедуры нострофикации.

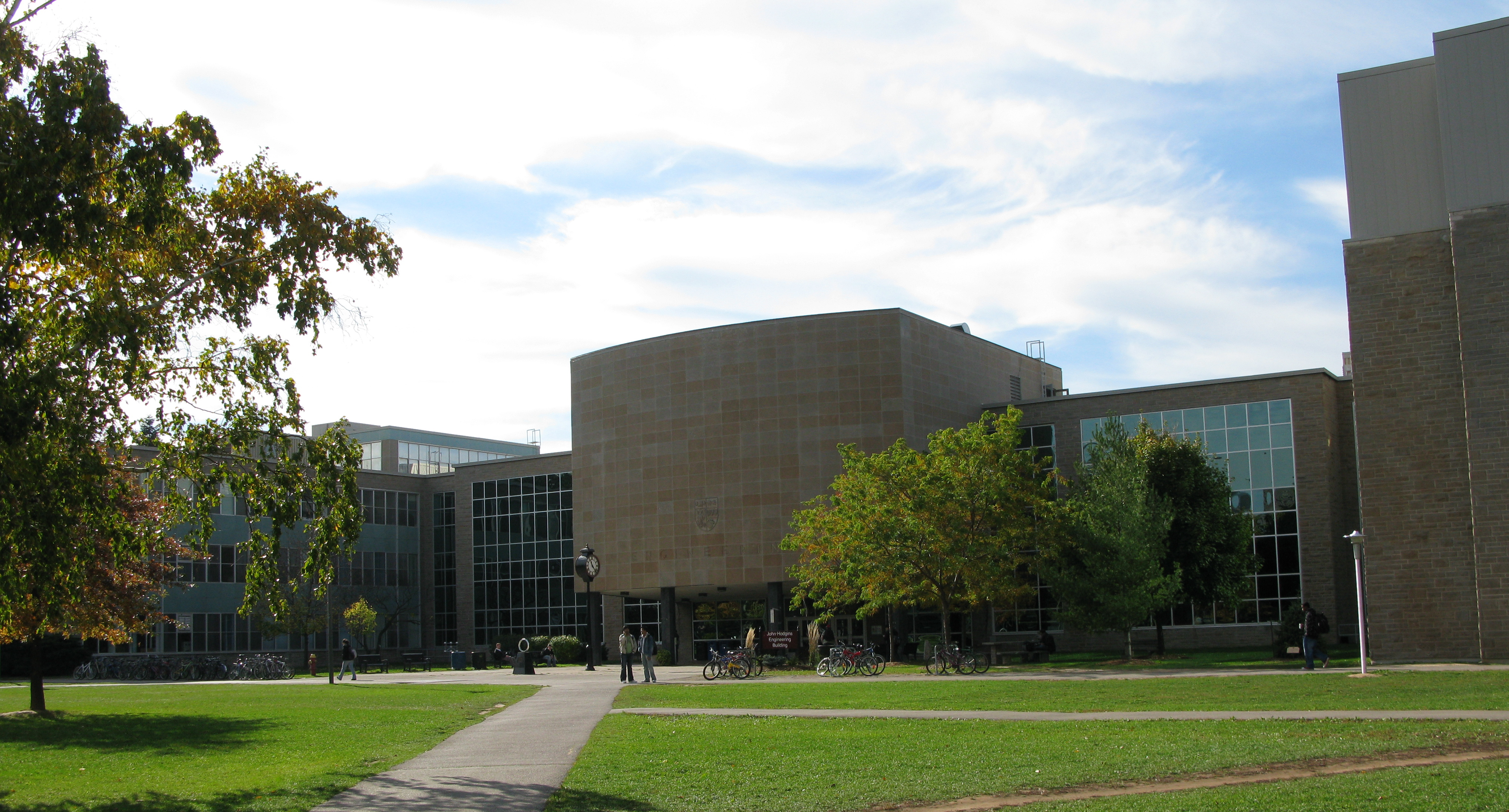
Корпус JHE (John Hodgins Engineering Building) инженерного факультета

## Факультеты

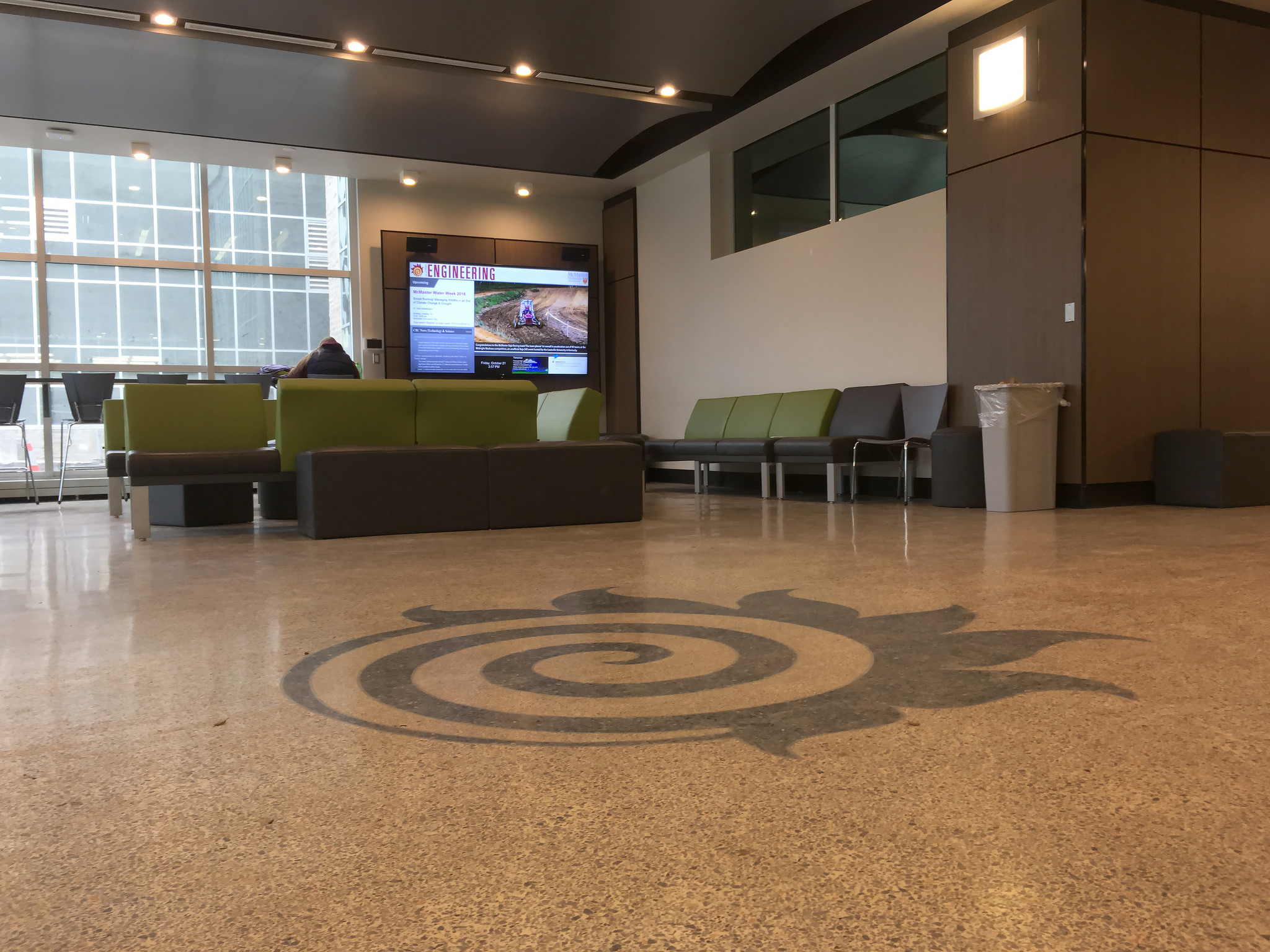
Символ инженерного факультета — огненный шар — на полу в инженерном корпусе им. Джона Ходжинса университета.

Университет состоит из факультетов (с годами основания):
- школа бизнеса им. Дегрута[англ.] (1952);
- инженерный[англ.] (1958[12]);
- медицинский[англ.] (1974[13]);
- гуманитарный[англ.] (1887);
- социальных наук[англ.] (1887);
- естественных наук[англ.] (1887).

Университет был основан в 1887 году сенатором Уильямом Макмастером, первым президентом Канадского коммерческого банка и открыт в Торонто. В начале века университет получил в дар большой участок земли недалеко от Кутс-Парадайс, — крупных водно-лесных угодий на западном побережье озера Онтарио. Первая учебная сессия на новой территории началась в 1930 году.
В университете единовременно обучается более чем 27 000 студентов и около 4 500 аспирантов. Выпускников университета Макмастера можно встретить в 140 странах по всему миру. Известные выпускники университета занимают ответственные посты в правительстве, известны в ученой среде и бизнесе, фигурируют в списке лауреатов Нобелевской премии.

## Инженерный факультет
Инженерный факультет университета включает в себя семь департаментов: инженерный химический, инженерный строительный, вычислительный и программного обеспечения, электроники и программного обеспечения, инженерный физический, материаловедения и инженерный механический. Факультет имеет программы бакалавриата, магистратуры и докторантуры.
Огненный шар — официальный символ факультета, символизирующий энергию инженерной науки. Исторически его появлению предшествует содержание геральдики Гамильтонского колледжа, который впоследствии вошел в состав университета как факультет в 1958 году. Огненный шар широко используется учреждениями и студентами Инженерного факультета как символ и знак отличия в исследовательской работе и учёбе.

## Ядерный реактор

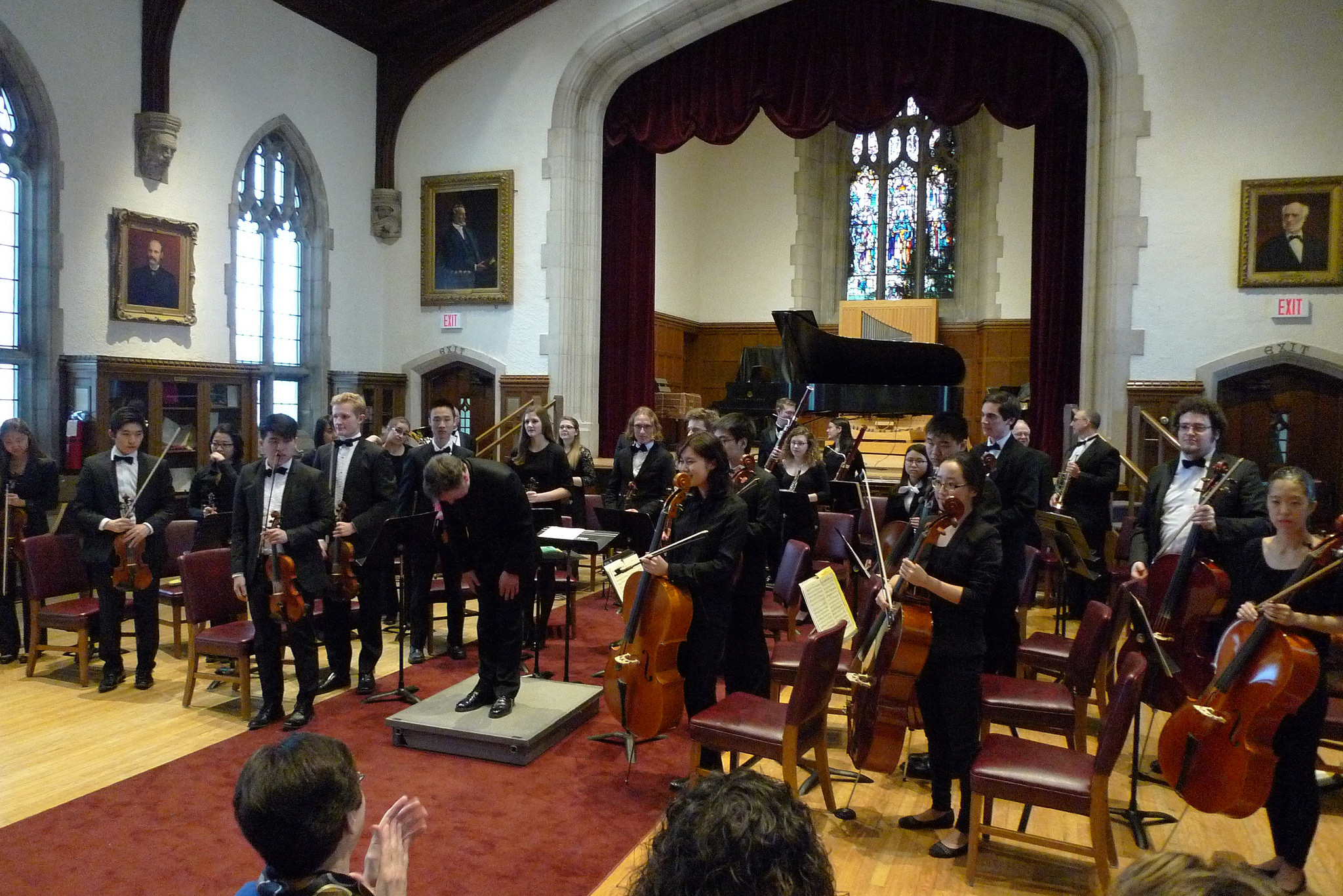
Камерный оркестр университета

Ядерный реактор университета начал свою работу в 1959 году. Он является вторым по величине ядерным исследовательским реактором в Северной Америке. Это реактор бассейнового типа, работающий на низкообогащенном уране. В качестве замедлителя и охладителя используется вода. Активная зона реактора хорошо просматривается сквозь воду, ввиду чего можно наблюдать синее свечение — излучение Вавилова — Черенкова. Реактор используется в исследовательских и учебных целях. Вместе с тем, реактор также производит радиоизотопы для медицинских и иных прикладных задач. Так, на реакторе вырабатывается половина от всего потребляемого в Канаде количества радиоактивного изотопа йода-125. Йод-125 активно используется при лучевой терапии, в частности для брахитерапии.

## McMaster Chamber Orchestra
Университет имеет свой камерный оркестр. С момента образования и по настоящее время художественным руководителем и главным дирижёром оркестра является профессор Дэйвид Боузер. В целом, оркестр соответствует общепринятому: первые и вторые скрипки, альты, виолончели, контрабас. Имеются также флейты, гобои, кларнеты, фаготы, трубы, тромбоны, литавры. В оркестре играют студенты, бывшие студенты, преподаватели и научные сотрудники университета, специализирующиеся в самых разных естественных и гуманитарных дисциплинах. Время от времени приглашаются и солисты со стороны. Как правило, оркестранты подготавливают за семестр приблизительно полуторачасовую новую программу, которая исполняется в одном из актовых залов университета: University Hall (UH), либо L.R. Wilson Hall (LRW).

## Транспорт
Университет имеет регулярное автобусное сообщение с центром Гамильтона, а также с Анкастером и Дандасом. На основном кампусе расположен собственный терминал междугородних автобусов, откуда можно добраться до городов Большого Торонто, а также до Йоркского университета. К 2024 году ожидается открытие линии легкорельсового транспорта — Hamilton B-Line, которая свяжет Университет Макмастера с даунтауном и восточной частью города.